# Якушев, Анатолий Иванович
Анато́лий Ива́нович Я́кушев (26 ноября 1914, Полтава — 20 июня 1989, Полтава) — участник Великой Отечественной войны, командир батальона 1178-го стрелкового полка 350-й Житомирской стрелковой дивизии 13-й армии 1-го Украинского фронта, Герой Советского Союза, майор.

## Биография
Родился 13 (26) ноября 1914 года в Полтаве в семье рабочего. Украинец. Образование 6 классов. Работал на беконной фабрике. В 1939 году экстерном в городе Баку сдал экзамены за 10 классов.
В Красной армии с ноября 1933 года. В 1937 году окончил Киевское военное училище связи. Служил начальником радиобюро и командиром радиороты 62-го отдельного батальона связи ПВО Закавказского военного округа. В 1938 году окончил годичную корпусную партийную школу. Член ВКП(б) с 1939 года.
На фронте в Великую Отечественную войну с июня 1941 года. Был начальником связи полка, заместителем и командиром стрелкового батальона. Воевал на Закавказском, Крымском, Северо-Кавказском, Южном, 1-м Украинском фронтах. С августа 1942 по январь 1943 годов был в окружении и плену. В боях четырежды ранен.
Участвовал:
- в Керченской десантной операции — в 1941 году;
- в боях в районе Турецкого вала в Крыму, в боях на Дону в районе станиц Большая Мартыновка и Константиновская, в боях в окружении — в 1942 году;
- в освобождении Донбасса, в том числе городов Дзержинск, Красноармейск, в боях за станцию Чаплино и город Вольнянск — в 1943 году;
- в Ровно-Луцкой и Львовско-Сандомирской операциях, в том числе в форсировании рек Западный Буг, Сан, Висла и в завоевании и расширении Сандомирского плацдарма — в 1944 году;
- В Висло-Одерской операции, в том числе в освобождении городов Кельце, Пётркув, Шпроттау (Шпротава, Польша), в форсировании рек Варта, Одер, Нейсе, Шпрее, в битве за Берлин — в 1945 году.

Командир стрелкового батальона 1178-го стрелкового полка капитан Якушев умело организовал форсирование на подручных средствах реки Висла в районе населённого пункта Лонжак (юго-западнее города Сандомир, Польша) 29 июля 1944 года и боевые действия на плацдарме. Отбив ряд контратак пехоты и танков противника, батальон закрепился на захваченном рубеже, чем способствовал переправе других подразделений полка.
Указом Президиума Верховного Совета СССР от 23 сентября 1944 года за образцовое выполнение боевых заданий командования на фронте борьбы с немецко-фашистскими захватчиками и проявленные при этом мужество и героизм майору Якушеву Анатолию Ивановичу присвоено звание Героя Советского Союза с вручением ордена Ленина и медали «Золотая Звезда» (№ 2325).
До июня 1946 года служил заместителем командира стрелкового полка по строевой части. С июля 1946 года майор А. И. Якушев — в запасе. В 1959 году окончил 4 курса Московского института инженеров связи. Работал начальником телеграфно-телефонной станции.
Жил в Полтаве. Умер 20 июня 1989 года. Похоронен на Центральном кладбище в Полтаве.

## Награды
Награждён орденами Ленина (23.09.1944), Красного Знамени (1.04.1945), Александра Невского (№ 8389 от 13.08.1944), 2 орденами Отечественной войны 1-й степени (13.06.1945; 11.03.1985), орденом Красной Звезды (20.06.1944), медалями «За боевые заслуги» (3.11.1944), «За взятие Берлина», «За победу над Германией», другими медалями.